# Euro
Pour les articles homonymes, voir Euro (homonymie) et EUR.
L'euro (symbole monétaire : € ; code ISO : EUR) est la monnaie unique de l'Union économique et monétaire formée au sein de l'Union européenne (UE). Actuellement, elle est commune à vingt États membres de l'UE qui forment ainsi la zone euro.
Hors de l'Union européenne, quatre micro-États (Andorre, Monaco, Saint-Marin et Vatican), trois pays et territoires d'outre-mer français (Saint-Pierre-et-Miquelon, Saint-Barthélemy et Terres australes et antarctiques françaises) et un territoire d'outre-mer britannique (les bases Akrotiri et Dhekelia situées à Chypre) sont également officiellement autorisés à utiliser l'euro. Le Monténégro et le Kosovo sont par contraste les deux pays européens non-membres qui l'utilisent de facto sans accord formel.
D'autres pays et territoires ont leur monnaie nationale liée à l'euro du fait d'un amarrage antérieur au franc français, à l'escudo portugais ou au mark allemand : Bénin, Bosnie-Herzégovine, Burkina Faso, Cameroun, Cap-Vert, Comores, Congo (Brazzaville), Côte d'Ivoire, Gabon, Guinée équatoriale, Guinée-Bissau, Mali, Niger, Nouvelle-Calédonie, Polynésie française, Wallis-et-Futuna, République centrafricaine, Sao Tomé-et-Principe, Sénégal, Tchad, Togo.
En usage sous sa forme scripturale le 1er janvier 1999, il est mis en circulation le 1er janvier 2002 à 0 h sous sa forme fiduciaire. Il succède à l'ECU, « l'unité de compte européenne » mise en service en 1979.
L'euro est la deuxième monnaie au monde pour le montant des transactions, derrière le dollar américain et devant le yuan chinois.
Depuis octobre 2006, elle est la première monnaie au monde pour la quantité de billets en circulation.
Au 1er janvier 2025, 29 847 176 813 billets en euro étaient en circulation dans le monde, pour une valeur totale de 1 566 908 776 835 €, ainsi que 151 125 276 728 pièces de monnaie pour une valeur totale de 34 390 611 732 €, l'ensemble représentant la somme de 1 601 299 388 567 €, ce qui en fait la première monnaie en termes d'espèces circulantes.

## Fonctionnement

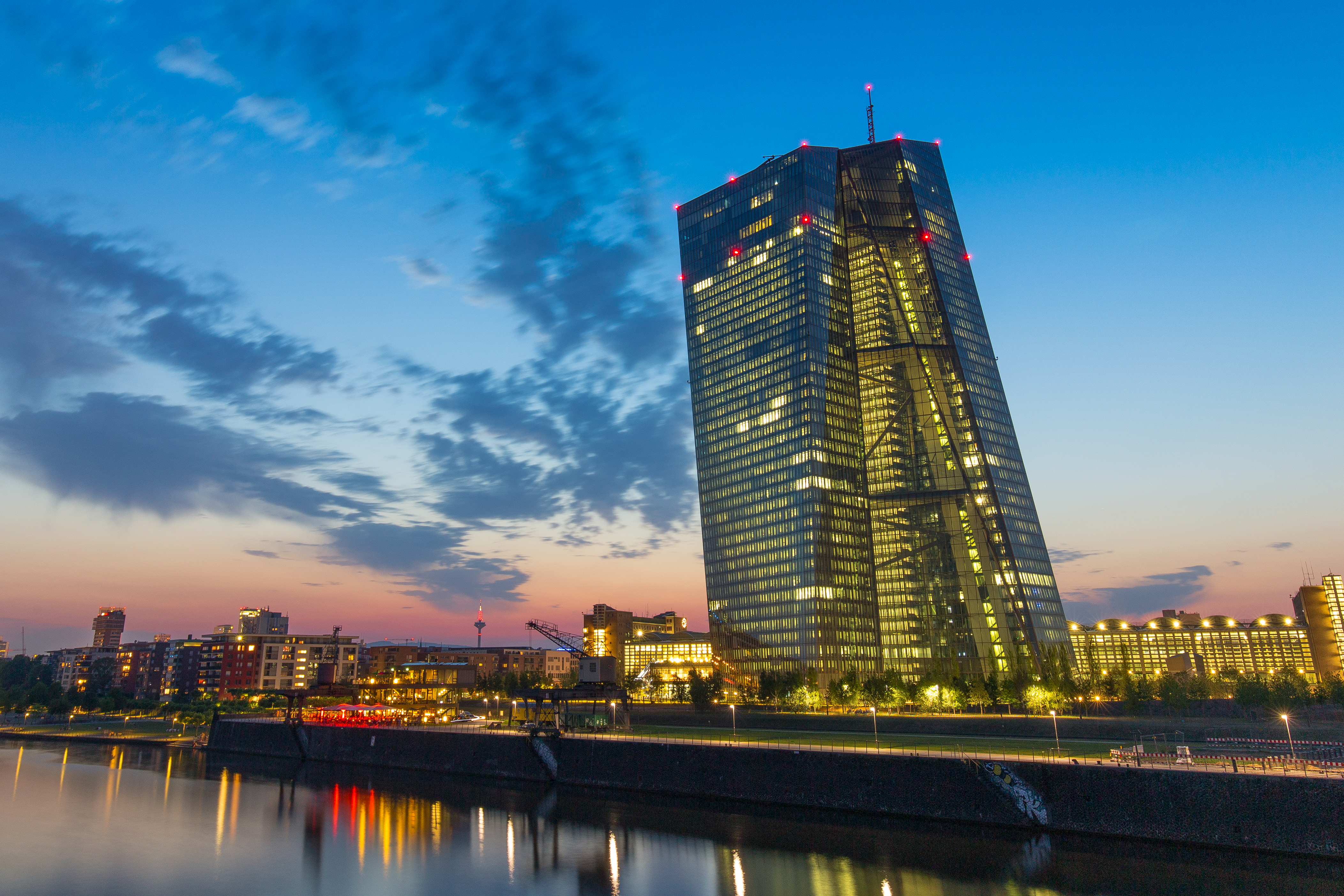
La BCE, siégeant à la Skytower à Francfort-sur-le-Main en Allemagne, est chargée de la politique monétaire de la zone euro.

L'euro est géré par la Banque centrale européenne (BCE) qui siège à Francfort et par l'Eurosystème, composé des banques centrales des États de la zone euro. En tant que banque centrale indépendante, la BCE est l'unique instance ayant le pouvoir de fixer une politique monétaire pour l'ensemble de la zone euro. L'Eurosystème participe à l'impression, la frappe et la distribution des billets et pièces dans tous les États membres ; il veille également au bon fonctionnement des systèmes de paiements au sein de la zone euro.
Le traité de Maastricht, signé en 1992, oblige la plupart des États de l'Union européenne (UE) à adopter l'euro dès qu'ils respectent certains critères monétaires et budgétaires, dits de convergence. Le Royaume-Uni et le Danemark ont cependant obtenu des options de retrait, tandis que la Suède (qui rejoint l'UE en 1995, soit après la signature du traité de Maastricht) refuse d'introduire l'euro après un référendum négatif en 2003, et au surplus, elle contourne l'obligation d'adopter l'euro en ne respectant pas un des critères de convergence. Néanmoins, tous les pays qui adhérent à l'UE depuis 1993 se sont engagés à adopter l'euro en temps voulu.

### Émission et contrôle
La gestion de l'euro dépend du contrôle de la Banque centrale européenne qui en mesure les flux, la masse monétaire, ainsi que les dettes des États membres.

## Pièces et billets

### Pièces
Toutes les pièces en euro possèdent une face européenne commune (0.01 €, 0.02 € et 0.05 € : l'Europe dans le monde ; 0.10 €, 0.20 € et 0.50 € : l'Europe comme une alliance d'États ; 1.00 € et 2.00 € : l'Europe sans frontière) et une face spécifique au pays émetteur (y compris Monaco, Saint-Marin, le Vatican et Andorre, états en union monétaire avec leurs voisins immédiats qui sont autorisés à frapper leurs propres pièces).
Une nouvelle série de pièces est frappée depuis fin 2007 avec un décalage d'un an pour la monnaie italienne (qui frappe aussi les pièces du Vatican et de Saint-Marin). Se calquant sur la pratique décidée pour les billets de banque, elle représente désormais l'ensemble des pays du continent européen (membre ou non de l'Union), afin d'éviter de devoir frapper de nouvelles séries à chaque élargissement. Les frontières n'y apparaissent donc plus.
Toutes les pièces sont utilisables dans tous les États membres, à l'exception des pièces de collection, qu'elles soient ou non en métal précieux, qui n'ont cours que dans le pays d'émission. Des problèmes de compatibilité sont cependant relevés sur certains automates (distributeurs automatiques, péages…).
Il existe également des pièces de collection, souvent en métal précieux, qui n'ont cours légal que dans leur pays d'émission. Par exemple, gravée par Joaquin Jimenez (qui est également l'auteur de l’Arbre Étoilé des pièces de 1 € et 2 €), une pièce de 5 € en argent est frappée à 2 000 000 d'exemplaires en 2008. Des pièces de 10 € à 500 € en argent et en or, sont mises en circulation de 2008 à 2010.
| Face commune          | L'Europe dans le monde | L'Europe dans le monde | L'Europe dans le monde | L'Europe comme une alliance d'États | L'Europe comme une alliance d'États | L'Europe comme une alliance d'États | L'Europe sans frontières | L'Europe sans frontières |
| --------------------- | ---------------------- | ---------------------- | ---------------------- | ----------------------------------- | ----------------------------------- | ----------------------------------- | ------------------------ | ------------------------ |
| Valeur                | 0,01 €                 | 0,02 €                 | 0,05 €                 | 0,10 €                              | 0,20 €                              | 0,50 €                              | 1,00 €                   | 2,00 €                   |
| Série 1 (1999-2006)   | Pièce de 1 centime     | Pièce de 2 centimes    | Pièce de 5 centimes    | Pièce de 10 centimes                | Pièce de 20 centimes                | Pièce de 50 centimes                | Pièce de 1 euro          | Pièce de 2 euros         |
| Série 2 (depuis 2007) | Pièce de 1 centime     | Pièce de 2 centimes    | Pièce de 5 centimes    | Pièce de 10 centimes                | Pièce de 20 centimes                | Pièce de 50 centimes                | Pièce de 1 euro          | Pièce de 2 euros         |

### Billets
Les billets, quant à eux, ont une maquette commune à toute la zone euro. Les ponts, portes et fenêtres des billets symbolisent l'ouverture de l'Europe sur le reste du monde et les liens entre les peuples.
Le choix du graphisme des billets est de la compétence de la Banque centrale européenne alors que celui des pièces est de la compétence des États membres de l'Eurogroupe. La prochaine face commune a ainsi été décidée lors d'une réunion de l'Eurogroupe. Cette décision provoque une petite polémique de la part de quelques députés par l'absence, selon eux volontaire, de la Turquie sur le dessin retenu, au contraire de celui des billets.
Le 2 mai 2013, un nouveau billet de 5,00 € est mis en circulation ; il est le premier d'une nouvelle série de billets baptisée Europe.
Le 24 septembre 2014, c'est un nouveau billet de 10,00 € qui fait son apparition. Puis, le 25 novembre 2015, c'est le nouveau billet de 20,00 € qui est mis en circulation. Le billet de 50,00 € est mis en circulation le 4 avril 2017. Enfin, les nouveaux billets de 100,00 et 200,00 € sont introduits le 28 mai 2019.
Le 6 décembre 2021, la Banque centrale européenne annonce qu'elle va modifier les billets d'ici à 2024. La BCE souhaite consulter plusieurs experts (artistes, historiens, designers) venant de tous les pays et réunis en comités et sous-comités, puis soumettre les différentes thématiques au vote du public, mais la décision finale reviendra au conseil des gouverneurs. En 2019, les billets de banque étaient encore utilisés dans 73 % des transactions, et la BCE considère leur graphisme comme étant d'importance cruciale.
| Valeur                          | 5,00 €                         | 10,00 €                        | 20,00 €                        | 50,00 €                        | 100,00 €                       | 200,00 €                       | 500,00 €                       |
| 1re série, dite « série 2002 »  | 1re série, dite « série 2002 » | 1re série, dite « série 2002 » | 1re série, dite « série 2002 » | 1re série, dite « série 2002 » | 1re série, dite « série 2002 » | 1re série, dite « série 2002 » | 1re série, dite « série 2002 » |
| ------------------------------- | ------------------------------ | ------------------------------ | ------------------------------ | ------------------------------ | ------------------------------ | ------------------------------ | ------------------------------ |
| Format                          | 120 mm × 62 mm                 | 127 mm × 67 mm                 | 133 mm × 72 mm                 | 140 mm × 77 mm                 | 147 mm × 82 mm                 | 153 mm × 82 mm                 | 160 mm × 82 mm                 |
| Recto                           | Billet de 5 €                  | Billet de 10 €                 | Billet de 20 €                 | Billet de 50 €                 | Billet de 100 €                | Billet de 200 €                | Billet de 500 €                |
| Verso                           | Billet de 5 €                  | Billet de 10 €                 | Billet de 20 €                 | Billet de 50 €                 | Billet de 100 €                | Billet de 200 €                | Billet de 500 €                |
| 2e série, dite « série Europe » |                                |                                |                                |                                |                                |                                |                                |
| Format                          | 120 mm × 62 mm                 | 127 mm × 67 mm                 | 133 mm × 72 mm                 | 140 mm × 77 mm                 | 147 mm × 77 mm                 | 153 mm × 77 mm                 | Non fabriqué                   |
| Recto                           | Billet de 5 € (série Europe)   | Billet de 10 € (série Europe)  | Billet de 20 € (série Europe)  | Billet de 50 € (série Europe)  | Billet de 100 € (série Europe) | Billet de 200 € (série Europe) | Non fabriqué                   |
| Verso                           | Billet de 5 € (série Europe)   | Billet de 10 € (série Europe)  | Billet de 20 € (série Europe)  | Billet de 50 € (série Europe)  | Billet de 100 € (série Europe) | Billet de 200 € (série Europe) | Non fabriqué                   |

### Suppression du billet de 500 €
La Banque centrale européenne décide le 4 mai 2016 de supprimer le billet de 500 euros afin de lutter contre les activités illicites telles que le blanchiment d'argent, l'évasion fiscale et le financement du terrorisme.
Cependant, si l’arrêt de production du billet a été décidé, l'arrêt de l’émission des billets n'est effective qu’en début d’année 2019 (initialement prévu fin 2018), le temps nécessaire à la production et l’émission supplémentaires de coupures de 100 et 200 euros. Ainsi, à partir du 27 janvier 2019, dix-sept des dix-neuf banques centrales nationales ont cessé d’émettre les billets de 500 euros et seules l’Allemagne et l’Autriche ont continué d’émettre cette coupure jusqu’au 26 avril 2019 pour des raisons logistiques.
Après cet arrêt d'émission, la coupure de 500 euros gardera toujours sa valeur et pourra être échangée auprès des banques centrales nationales de l’Eurosystème pendant une période illimitée.
Depuis cette décision, les billets rentrent en nombre aux guichets des banques centrales (plus de dix mille billets pour le mois de mai 2016). Allié au fait qu'ils étaient, à l'exception de l'Allemagne et l'Autriche, très peu utilisés dans la vie courante, il y a de fortes probabilités que, de facto, sa fonction ne se limite à l'avenir qu'à une valeur de réserve et de thésaurisation. Si en France on trouve difficilement des billets d'une valeur supérieure à 50 euros, ce n'est pas le cas en Belgique où des distributeurs de billets permettent d'obtenir des coupures de 100 et de 200 euros, ces dernières valeurs ayant remplacé les billets de 500 euros dans les distributeurs belges qui en proposaient jusqu'en 2018.

## Historique
- États membres de la zone euro : 20 pays (Allemagne, Autriche, Belgique, Chypre, Croatie, Espagne, Estonie, Finlande, France, Grèce, Irlande, Italie, Lettonie, Lituanie, Luxembourg, Malte, Pays-Bas, Portugal, Slovaquie, Slovénie)
- Micro-États non membres de l'UE utilisant l'euro avec l'accord de l'UE : 4 pays (Andorre, Monaco, Saint-Marin et Vatican)
- États non membres de l'UE qui ont adopté l'euro unilatéralement : 2 pays (Kosovo et Monténégro)
- États membres de l'Union européenne (UE) qui ont rejoint le MCE II : 1 pays (Bulgarie)
- État membre de l'UE faisant partie du MCE II mais qui est exempté de l'obligation de rejoindre la zone euro (Danemark).
- États membres de l'UE qui ont l'obligation  de rejoindre la zone euro : 5 pays (Hongrie, Pologne, Roumanie, Suède et Tchéquie)

### Avant Maastricht
L'euro n'est pas la première monnaie à vocation européenne (et internationale). En effet, l'Union latine, née en 1865 à l'initiative de Napoléon III, marque une union monétaire, ou supranationale, signée et partagée par la France, la Belgique, la Suisse, l'Italie, la Grèce et, plus tard, l'Espagne et le Portugal, puis la Russie et certains pays d'Amérique latine. La Première Guerre mondiale (1914-1918) met fin à ce projet d'unification monétaire.
Le projet de créer une monnaie commune naît dans les années 1970 avec les turbulences du régime agrimonétaire, depuis la mise en œuvre de la Politique agricole commune, en 1962, et l'impossibilité de mettre en place un système de taux de change contrôlable.
Dès les années 1970 existe l'European Currency Unit.

### Les négociations de Maastricht
La décision de créer l'euro est officialisée lors du traité de Maastricht. Lorsque les négociations sont engagées, les responsables savent qu'économiquement la constitution de la zone euro est un défi. En effet, les économistes savent, depuis les travaux de Robert Mundell (dans les années 1950) que, pour que des pays aient intérêt à avoir une même monnaie, ils doivent :
- être intégrés économiquement ;
- ne pas avoir des économies qui réagissent trop différemment aux chocs économiques ;
- avoir des mécanismes aptes à remédier aux divergences existantes ou pouvant apparaître[pas clair] ; parmi ces mécanismes, Jean Pisani-Ferry[18] cite les « migrations en réponse à des écarts de salaire, [les] mouvements de capitaux en cas d'écarts de rendement, ou simplement [la] flexibilité interne du système de prix en réponse aux variations de la demande ». Lorsque la monnaie commune est créée, les décideurs savent que, si les asymétries entre pays européens ne sont pas plus grandes qu'entre états américains, malgré tout, les pays du cœur de l'Europe (Allemagne, France, et quelques autres) présentent des divergences moins marquées que celles qu'on peut trouver avec les pays de la périphérie. Ils savent aussi que les mécanismes d'ajustement sont faibles. Par ailleurs, Paul Krugman souligne alors que l'intégration va favoriser le regroupement des industries dans les mêmes régions économiques, ce qui creusera les divergences entre les pays au lieu de les réduire[19].

Pour Jean Pisani-Ferry, les responsables politiques des pays décident de passer outre, pour trois raisons :
- ils doivent faire face aux aléas des changes flottants, comme le montre la création, dans les années 1970, du serpent monétaire européen, puis du Système monétaire européen ;
- la libéralisation des capitaux les oblige soit à adopter des politiques monétaires similaires, soit à laisser flotter leur monnaie, ce qu'ils ne veulent pas faire, comme on l'a vu au point un ;
- pour des raisons politiques[20] : en effet, à partir de 1983, la France doit suivre la politique monétaire allemande mais aurait aimé participer au pilotage d'une monnaie européenne d'autant que, selon Jean Pisani-Ferry[21], « François Mitterrand, qui a abandonné ses ambitions de transformation sociale, veut placer son second septennat sous le signe de l'Europe ». Par ailleurs, le chancelier allemand Helmut Kohl, un fervent Européen, comprend que l'adoption de l'euro permettra de lever les craintes des autres Européens à propos de la réunification de l'Allemagne[22]. Le Deutsche Mark est alors une des trois grandes monnaies mondiales, avec le dollar et le yen[23],[24].

Deux visions s'opposent :
- celle qui prévaut, d'un pacte de stabilité avec une surveillance multilatérale assez faible, reposant sur l'idée que si chacun gère sainement ses finances publiques et son économie, l'évolution serait positive[25].
- certains, tel Jacques Delors, prônent le respect du pacte au sein d'une zone euro plus pro active[25], s'inscrivant dans le cadre d'une « coopération renforcée ». La zone euro, dans cette optique, aurait notamment participé à l'établissement « d'un calendrier de long terme pour des réformes structurelles, telle que celle de l'allongement des durées de vie au travail »[25]. La position de la France n'était pas forcément celle, fédéraliste, de Jacques Delors. En effet, d'après Jean Pisani-Ferry[26], lors des négociations, François Mitterrand s'oppose avec succès à l'Union politique qui sous-tend le projet fédéral. Par ailleurs l'idée des fédéralistes français qui, sous le vocable de gouvernement économique, entendent surtout réaffirmer le lien entre monnaie et État, s'oppose à celle des Allemands pour qui la monnaie n'est pas tant celle d'un état que d'une communauté[27].

### Passage à l'euro

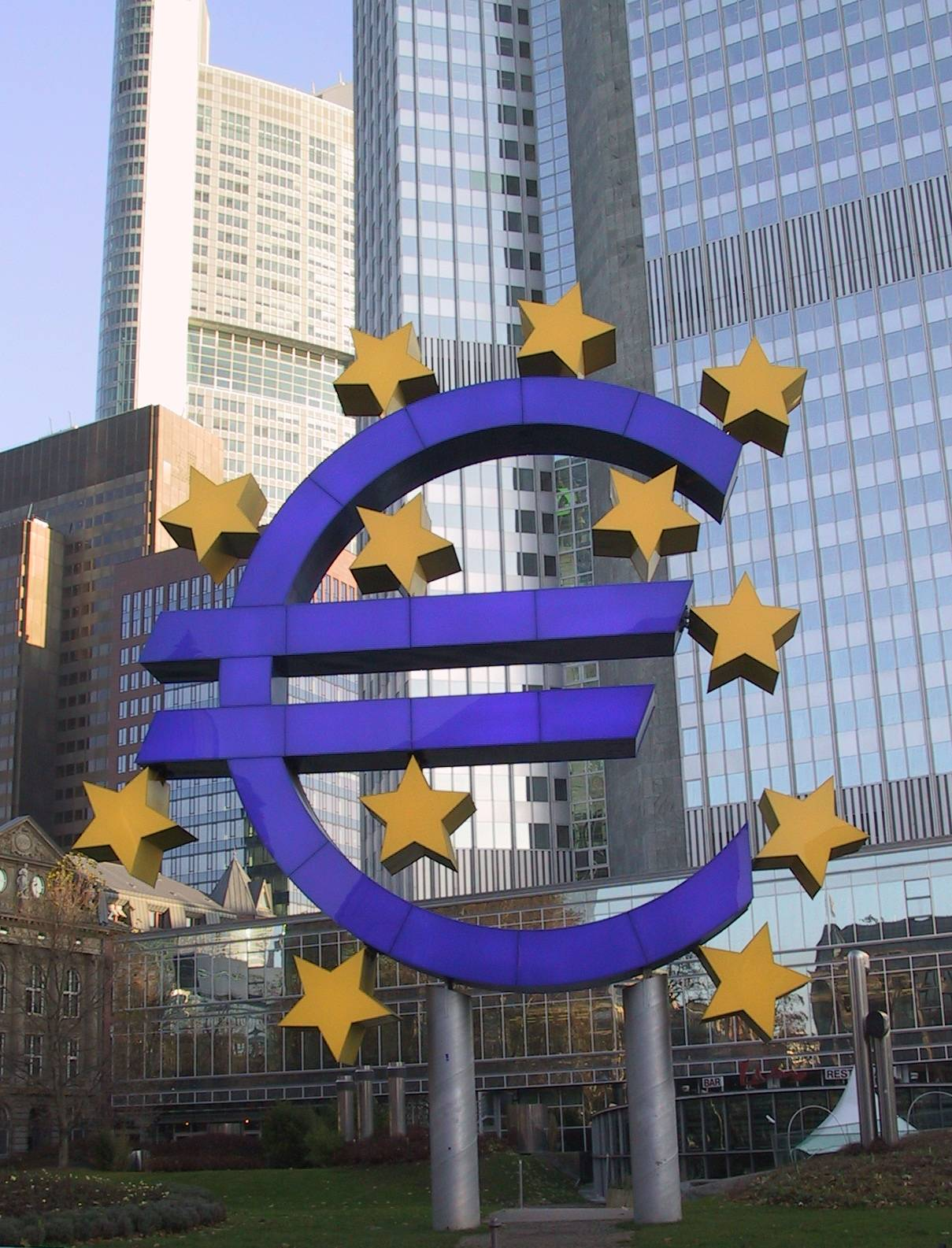
Symbole de l'euro devant l'ancien siège de la BCE à Francfort-sur-le-Main.

Construction officielle du symbole de l'euro. Diagramme de construction du symbole de l'euro. ADF et BCDE se coupent en D. BCDE, GH et IJ sont parallèles. BCDE coupe en C la verticale passant par A.

L'euro est créé par les dispositions du traité de Maastricht, en 1992. Pour participer à la monnaie commune, les États membres sont censés répondre à des critères stricts tels qu'un déficit budgétaire de moins de 3 % de leur PIB, un endettement inférieur à 60 % du PIB (deux critères qui sont régulièrement bafoués après l'introduction de l'euro), une faible inflation et des taux d'intérêt proches de la moyenne de l'Union européenne. Lors de la signature du traité de Maastricht, le Royaume-Uni et le Danemark obtiennent des options de retrait pour ne pas participer à l'union monétaire qui se traduirait par l'introduction de l'euro.
De nombreux économistes tels que Fred Arditti, Neil Dowling, Wim Duisenberg, Robert Mundell, Tommaso Padoa-Schioppa et Robert Tollison (en) participent à la création de la monnaie commune.
L'appellation « euro » est officiellement adoptée à Madrid, le 16 décembre 1995. L'espérantiste belge, Germain Pirlot (eo), ancien professeur de français et d'histoire, est désigné pour dénommer la nouvelle monnaie ; il envoie une lettre au président de la Commission européenne, Jacques Santer, et suggère la dénomination « euro », le 4 août 1995,.
Les taux de conversion sont déterminés par le Conseil de l'Union européenne, sur la base d'une recommandation de la Commission européenne, établie sur les taux du marché au 31 décembre 1998. Ils sont créés de sorte qu'une unité de compte européenne (ECU) serait égale à un euro. L'unité monétaire européenne était une unité de compte utilisée par l'Union européenne et calculée sur la base des monnaies des États membres. Ce n'était pas une monnaie à part entière. Les taux n'ont pas pu être fixés plus tôt car la valeur d'un ECU dépendait des taux de change des monnaies ne participant pas à l'euro (comme la livre sterling), à la clôture, ce jour-là.
La procédure utilisée pour fixer le taux de change irrévocable entre la drachme grecque et l'euro est différente : alors que les taux de change pour les onze monnaies initiales sont déterminés quelques heures seulement avant que l'euro n'ait été introduit, le taux de conversion de la drachme grecque est fixé plusieurs mois à l'avance.
La monnaie est introduite sous forme immatérielle (chèques de voyage, transferts électroniques, services bancaires…), le 1er janvier 1999, à minuit, dans les onze pays formant la toute nouvelle zone euro: l'Allemagne, l'Autriche, la Belgique, l'Espagne, la Finlande, la France, l'Irlande, l'Italie, le Luxembourg, les Pays-Bas et le Portugal. Les monnaies nationales des pays participants cessent dès lors d'exister indépendamment. Les taux de change sont alors bloqués à taux fixes, les uns envers les autres pendant toute la période allant du premier janvier 1999 au premier janvier 2002. L'euro devient ainsi le successeur de l'unité de compte européenne (ECU). Les billets et pièces des anciennes monnaies continuent cependant à avoir cours légal jusqu'à ce que les billets et pièces en euro soient introduits, le 1er janvier 2002. À partir de cette date, les monnaies nationales ont cessé définitivement d'exister et sont remplacées par l'euro à l'intérieur même de chaque pays membre de la zone euro.
La période de transition au cours de laquelle les anciens billets et les anciennes pièces sont échangés contre billets et pièces en euro dure environ deux mois, jusqu'au 28 février 2002. La date officielle à laquelle les monnaies nationales cessent d'avoir cours légal varie d'un État membre à l'autre ; la période la plus courte est en Allemagne, où le Deutsche Mark cesse officiellement d'avoir cours légal le 31 décembre 2001, bien que la période de transition y dure également deux mois. Même après que les monnaies nationales cessent d'avoir cours légal, elles continuent à être acceptées par les banques centrales nationales, pour des périodes plus ou moins longues, allant de plusieurs années à tout jamais (cf. section Conversion dans les anciennes devises). Les premières pièces cessant d'avoir cours légal sont les pièces portugaises en escudo, qui cessent d'avoir cours légal le 31 décembre 2002, bien que les billets restent échangeables jusqu'en 2022.
En 2002, l'euro est lauréat du Prix International Charlemagne.

### Élargissement de la zone euro
L'adhésion à l'euro est obligatoire pour les nouveaux membres de l'Union européenne, mais chaque pays en fixe la date et doit respecter les conditions économiques nécessaires.
La zone euro s'étend progressivement :
- 1er janvier 2001 :  Grèce[35]
- 1er janvier 2007 :  Slovénie[36]
- 1er janvier 2008 :  Chypre et  Malte[37]
- 1er janvier 2009 :  Slovaquie[38]
- 1er janvier 2011 :  Estonie[39]
- 1er janvier 2014 :  Lettonie[40]
- 1er janvier 2015 :  Lituanie[41]
- 1er janvier 2023 :  Croatie.

### États membres de l'Union européenne non adhérents
Des trois membres de l'Union européenne (à quinze) non participants, seuls le Royaume-Uni et le Danemark obtiennent une option de retrait, leur permettant de rester en dehors de la monnaie commune, même s'ils venaient à remplir les conditions d'adhésion, clause confirmée par le traité de Rome de 2004. Cette clause ne leur interdit toutefois pas d'adhérer ultérieurement.
Aussi le Royaume-Uni, contrairement au Danemark, ne fait pas partie du mécanisme de change européen II (MCE II), bien que remplissant les conditions du traité de Maastricht car il ne souhaite pas lier le taux de change de la livre sterling à l'euro ; depuis que la livre sterling a quitté le défunt SME (fondé sur l'ancienne unité de compte européenne, ou ECU), son cours par rapport à l'euro connaît des variations plus importantes que les autres monnaies des pays membres non adhérents, notamment durant les deux premières années de l'introduction de l'euro, qui s'est temporairement fortement déprécié par rapport au dollar américain, à la livre sterling et au franc suisse. Cette instabilité initiale est, semble-t-il, résolue et, depuis, la livre sterling suit de façon assez proche les évolutions du cours de l'euro (le franc suisse s'est aussi stabilisé par rapport à l'euro et il remplirait les conditions d'entrée dans le MCE II si la Suisse et le Liechtenstein décidaient de rejoindre l'Union européenne).
En revanche, la Suède s'est engagée à rejoindre à terme la monnaie commune et ce, dès qu'elle remplira les conditions du traité de Maastricht. Cependant, en raison d'une opinion publique qui reste favorable au maintien de la couronne suédoise, comme le montre le dernier référendum organisé sur ce sujet, le 14 septembre 2003, la Suède ne remplit pas techniquement les conditions d'entrée dans le MCE II afin de ne pas être contrainte d'adopter automatiquement la monnaie commune.
Les États membres qui ont rejoint l'Union européenne après la mise en place de l'euro sont tenus d'intégrer, à terme, la zone euro. Ceci suppose qu'ils intègrent d'abord le MCE II puis qu'ils remplissent les autres conditions d'adoption de l'euro. Ainsi, selon Valdis Dombrovskis, commissaire européen chargé de l'euro, pour la Hongrie, la Pologne, la République tchèque, la Bulgarie et la Roumanie, un nouvel élargissement n'est pas à prévoir « dans les prochaines années » [à partir de 2016].
Les motifs de la Bulgarie, de la Roumanie et de la Pologne commencent à être proposés[Quand ?].
En septembre 2012, le ministre des Finances bulgare, Simeon Djankov, annonce que son pays renonce à abandonner sa monnaie nationale pour l'euro, du fait de l'incertitude entourant la pérennité de la monnaie commune. Notons cependant que la Bulgarie est juridiquement obligée d'adopter l'euro à terme, ayant ratifié son traité d'adhésion à l'Union européenne sans bénéficier d’opting-out. Dans la pratique, la Bulgarie se prépare à devenir le 21ème membre de la zone euro le 1er janvier 2026.

## Pays utilisateurs de l'euro

### Zone euro
Au 1er janvier 2023, 20 pays de l'Union européenne utilisent l'euro comme monnaie nationale.
| Pays                | Date d'adoption de l'euro | Population          | Exceptions                                              |
| ------------------- | ------------------------- | ------------------- | ------------------------------------------------------- |
| Allemagne           | 1er janvier 1999          | +83 445 000, (2024) |                                                         |
| Autriche            | 1er janvier 1999          | +09 158 750, (2024) |                                                         |
| Belgique            | 1er janvier 1999          | +11 832 049, (2024) |                                                         |
| Espagne             | 1er janvier 1999          | +48 610 458, (2024) |                                                         |
| Finlande            | 1er janvier 1999          | +05 603 851, (2024) |                                                         |
| France              | 1er janvier 1999          | +68 401 997, (2024) | Nouvelle-Calédonie Polynésie française Wallis-et-Futuna |
| Irlande             | 1er janvier 1999          | +05 343 805, (2024) |                                                         |
| Italie              | 1er janvier 1999          | +58 989 749, (2024) |                                                         |
| Luxembourg          | 1er janvier 1999          | +00672 050, (2024)  |                                                         |
| Pays-Bas            | 1er janvier 1999          | +17 942 942, (2024) | Aruba Curaçao Saint-Martin Pays-Bas caribéens           |
| Portugal            | 1er janvier 1999          | +10 639 726, (2024) |                                                         |
| Grèce (détails)     | 1er janvier 2001          | +10 397 193,(2024)  |                                                         |
| Slovénie (détails)  | 1er janvier 2007          | +02 123 949,(2024)  |                                                         |
| Chypre (détails)    | 1er janvier 2008          | +00933 505,(2024)   | Chypre du Nord                                          |
| Malte (détails)     | 1er janvier 2008          | +00563 443,(2024)   |                                                         |
| Slovaquie (détails) | 1er janvier 2009          | +05 424 687,(2024)  |                                                         |
| Estonie (détails)   | 1er janvier 2011          | +01 374 687,(2024)  |                                                         |
| Lettonie (détails)  | 1er janvier 2014          | +01 871 882,(2024)  |                                                         |
| Lituanie (détails)  | 1er janvier 2015          | +02 885 891,(2024)  |                                                         |
| Croatie (détails)   | 1er janvier 2023          | +03 861 967, (2024) |                                                         |
| Zone euro           | Zone euro                 | +350 077 581,       |                                                         |

### Utilisation par des autres pays non membres
Quatre micro-États enclavés dans l'Union européenne, sans en être membres, ont obtenu le droit d'utiliser l'euro : Andorre, Monaco, Saint-Marin et le Vatican ; ces États sont également autorisés à frapper un certain nombre de pièces de monnaie (officiellement depuis le 1er juillet 2013 pour Andorre, effectif à compter du 1er janvier 2014). L'euro est également utilisé officiellement dans quatre territoires d'outre-mer, non intégrés à l'Union ; Saint-Pierre-et-Miquelon, Saint-Barthélemy, TAAF et Akrotiri et Dhekelia. Le cas des bases britanniques à Chypre est particulier : le traité d'indépendance de Chypre y prévoyait l'utilisation exclusive de la monnaie locale, ce qui a imposé un basculement vers l'euro ; cette particularité est prévue par le traité d'adhésion de Chypre et par le droit britannique.
| Pays                                        | Date d'adoption de l'euro                                  | Population   |
| ------------------------------------------- | ---------------------------------------------------------- | ------------ |
| Monaco (détails)                            | 1er janvier 1999                                           | +00036 371,  |
| Saint-Marin (détails)                       | 1er janvier 1999                                           | +00032 471,  |
| Vatican (détails)                           | 1er janvier 1999                                           | +00 000832,  |
| Saint-Pierre-et-Miquelon (détails)          | 1er janvier 1999                                           | +0 0006 092, |
| Terres australes et antarctiques françaises | 1er janvier 1999                                           | +00 000186,  |
| Akrotiri et Dhekelia (détails)              | 1er janvier 2008                                           | +00014 500,  |
| Andorre (détails)                           | 1er janvier 2012 (auparavant de facto)                     | +00078 115,  |
| Saint-Barthélemy (détails)                  | 1er janvier 2012 (auparavant une région ultrapériphérique) | +00010 585,  |

Deux autres États, ou entités européennes, non membres de l'Union, utilisent également l'euro de facto : le Monténégro et le Kosovo, sans dépendre de la BCE, sans pouvoir émettre de pièces ni de billets.
| Pays et territoires  | Date d'adoption de l'euro de facto | Population   |
| -------------------- | ---------------------------------- | ------------ |
| Kosovo (détails)     | 1er janvier 2002                   | +01 815 606, |
| Monténégro (détails) | 1er janvier 2002                   | +00661 807,  |

L'euro est également de facto utilisé dans plusieurs pays hors d'Europe, comme au Zimbabwe où il circule aux côtés du dollar américain, du rand sud-africain, du pula botswanais et de la livre sterling. Enfin, l'euro est accepté comme quasi seconde monnaie dans des régions d'États non membres frontalières de la zone euro (Genève) ou pour des raisons touristiques (Polynésie).

## Autres devises européennes ou liées

### Devises européennes liées
En 2018, au sein de l'Union européenne et des pays candidats à l'entrée dans l'Union, se trouvent les monnaies suivantes qui ont toutes intégré le MCE II :
- la couronne danoise (DKK), avec droit d’opting-out lui permettant de ne pas adopter automatiquement l'euro, mais qui participe malgré tout au MCE II ;
- le nouveau lev bulgare (BGN), avec un taux fixe unilatéral, dont le pays émetteur n'était pas encore membre de l'Union européenne et qui ne pouvait donc pas être membre du MCE II ; la Bulgarie rejoint l'Union européenne le 1er janvier 2007 et peut entrer en même temps dans le MCE II, ce qui lui permet de rejoindre l'UME au plus tôt, en janvier 2010, si les autres conditions de stabilité sont remplies à cette date (toutefois, la phase transitoire nécessaire après l'approbation et la fixation du taux irrévocable demande aussi quelques mois de préparation avant la mise en circulation).

Toutefois, les phases préparatoires avant l'introduction de l'euro sont actuellement[Quand ?] considérablement raccourcies, tous ces pays négociant déjà l'euro sur les marchés internationaux et disposant même de stocks de pièces et billets pour le marché des changes aux particuliers (notamment dans les zones touristiques). Dans certains de ces pays, de nombreux commerces acceptent les paiements en euro (parfois même aussi en pièces et billets), certains pratiquant même le double affichage sur un taux voisin du cours central défini dans le MCE II (qui autorise une variation de 15 % du cours, mais qui, en pratique, varie dans des marges très inférieures, le marché des changes étant déjà très stabilisé, ce qui permet même à certains pays de garantir unilatéralement leur taux de change par l'intervention de leur banque centrale), ou autorisant l'ouverture de comptes en euro pour les entreprises et les administrations, afin de limiter les frais relatifs aux opérations de change.
Dans les derniers jours précédant l'évaluation par la Commission européenne d'une devise MCE II après deux années de stabilité, il apparaît une instabilité temporaire du cours de cette devise liée à une anticipation du marché sur une prochaine convertibilité totale de cette devise, ce qui limite l'intérêt de conserver des fonds de garantie dans cette devise. Mais la BCE et les BCN veillent à limiter cette instabilité et assistent la BCN, candidate pour limiter cet impact temporaire, en achetant ou vendant massivement les surplus de change sur les marchés financiers. Une stabilisation forte en dernière minute est donc constatée autour du taux central défini dans le MCE II, sauf si les engagements financiers pris par la BCE sont trop importants et nécessitent un ajustement pour éviter d'imposer à la BCN candidate des dettes dès son entrée dans l'UME, qui ne lui permettraient plus de remplir les objectifs de stabilité de Maastricht. Aussi, le cours central, défini dans le MCE II, ne préfigure pas forcément le taux de conversion définitif qui sera appliqué (mais qui devrait rester tout de même dans la bande de fluctuation de 15 % autour du taux central).

### Autres devises liées

Comparaison mondiale du dollar et de l'euro :
Zone euro
Pays externe ayant adopté l'euro
Monnaie liée à l'euro
Monnaie liée à l'euro avec bande étroite
États-Unis
Pays externe ayant adopté le dollar américain
Monnaie liée au dollar américain
Monnaie liée au dollar américain avec bande étroite

Un certain nombre de devises, hors Union européenne, sont déjà liées à travers un taux de change, fixe ou variable, à l'euro :
- l'escudo cap-verdien (CVE), précédemment lié, jusqu'en 1999, avec un taux de change fixe à l'escudo portugais ; 1 euro = 110,265 CVE ;
- le franc CFP ou franc Pacifique (XPF) est lié au franc français (FRF) avec un taux de change fixe de 0,055 FRF pour 1 XPF avant l'adoption de l'euro ; il est maintenant lié à l'euro par le taux fixe de 1 000 XPF pour 8,38 € (autrefois le franc CFP était lié, comme le franc Djibouti (DJF), au dollar-or des États-Unis (USD), avant de se lier de nouveau au franc français lors de la démétallisation du dollar) ;
- les francs CFA BCEAO (XOF), ou BEAC (XAF), précédemment liés, jusqu'en 1999, au franc français, avec un taux de change garanti (mais renégociable avec la Banque de France, séparément, pour chaque banque d'émission) de 100 XAF, ou 100 XOF, pour 1 FRF, autrefois 50 XAF, ou 50 XOF, pour 1 FRF ;
- le franc comorien (KMF), précédemment lié, jusqu'en 1999, au franc français avec un taux de change garanti (mais renégociable avec la Banque de France) de 75 KMF pour 1 FRF ;
- le mark de Bosnie-Herzégovine (BAM), précédemment lié, jusqu'en 1999, au mark allemand (DEM) avec un taux fixe de 1 BAM = 1 DEM lors de la création de cette devise en 1997-1998 ; la devise était précédemment nommée mark convertible[45] ;
- le franc suisse (CHF) continue à flotter librement par rapport aux autres devises européennes, durant les trois premières années d'introduction de l'euro ; cependant, l'Union européenne constituant plus de 60 % des échanges de la Suisse et du Liechtenstein, la Banque nationale suisse décide unilatéralement de maintenir le cours du franc suisse stable par rapport à l'euro, afin de limiter le risque de change, en constituant ou convertissant un fonds de réserve en euros ; durant les premières années, le fonds de réserve des anciennes devises nationales est réduit à la suite de leur conversion (puisque, théoriquement, il n'était plus nécessaire de maintenir un fonds suffisant pour chaque pays), mais ce fonds est reconstitué et même augmenté pour stabiliser le cours, sous la pression de fonds d'investissements privés et de grandes banques suisses qui créent l’euro SWIFT pour faciliter les échanges interbancaires ; vu l'appréciation du franc suisse face à l'euro, au cours du 1er semestre 2011 (arrivé à la quasi parité le 11 août 2011, à 1,02 CHF pour 1 euro), la Banque nationale suisse décide, le 6 septembre 2011, de fixer un taux plancher de 1,20 CHF pour 1 EUR, assurant être déterminée à maintenir ce taux minimal par des moyens illimités ; ce cours plancher est aboli le 15 janvier 2015 ;
- l’euro SWIFT existe encore au niveau international, maintenant appelé euro WIR (CHE) ; il est assimilé à une devise (toutefois distincte de l'euro) sur les marchés financiers interbancaires, car sa stabilité relative par rapport à l'euro est encore meilleure que celle du franc suisse lui-même (dont le fonds de réserve contient davantage de livres sterling et de devises hors MCE) ; toutefois, son utilisation reste soumise à la constitution d'un fonds de garantie payé en euros sur un compte bancaire en Suisse et son usage, en tant que monnaie d'échange, reste limité aux marchés d'échanges de services de gré à gré, sur le même modèle que le franc WIR (CHW), établi également comme une autre devise privée suisse mais sur la base de fonds garantis en francs suisses ; le franc WIR, comme l'euro WIR, est soumis au contrôle des autorités monétaires suisses, mais aucun n'est utilisable sous forme fiduciaire. Le fonctionnement de ces deux devises est similaire à un fonds d'investissement coopératif où une unité de devise WIR représente une part de ce fonds et un droit de vote.

### Devises européennes non liées
Les monnaies suivantes des pays membres de l'Union européenne, ou candidats à l'adhésion, ne sont pas liées à l'euro,
- soit parce qu'elles ne remplissent pas encore les conditions techniques d'adhésion au MCE II (selon le traité de Maastricht), alors que leur pays émetteur est déjà membre de l'Union européenne :
  - la couronne suédoise (krona) (SEK), dont le pays émetteur bloque techniquement sa participation au MCE II pour ne pas être obligé, ensuite, d'adopter automatiquement l'euro,
  - la couronne tchèque (koruna) (CZK), qui devrait rejoindre automatiquement le MCE II puis l'euro, dès que les conditions techniques seront remplies,
  - le forint hongrois (HUF), qui devrait rejoindre automatiquement le MCE II puis l'euro, dès que les conditions techniques seront remplies, et
  - le nouveau leu roumain (RON), dont le pays émetteur devrait rejoindre plus tard[Quand ?] le MCE II,
  - le nouveau zloty polonais (PLN), qui devrait rejoindre automatiquement le MCE II puis l'euro, dès que les conditions techniques seront remplies ;
- soit parce que leur pays émetteur, candidat à l'adhésion, ne dispose pas d'une caisse d'émission assurant la convertibilité :
  - la nouvelle livre turque (TRY), dont le pays émetteur est candidat à l'Union européenne,
  - le dinar serbe (RSD) (succédant au dinar serbo-monténégrin - CSD), dont le pays émetteur est candidat à l'Union européenne.

## Valeur

### Conversion dans les anciennes devises
La valeur de l'euro, exprimée dans les anciennes monnaies de ces pays, est la suivante :
| Dénomination           | ISO | Valeur         | Pays d'émission (*) ou d'utilisation | Début de parité avec l'euro | Début de circulation de l'euro | Fin de cours de l'ancienne devise | Date limite de convertibilité des anciennes pièces | Date limite de convertibilité des anciens billets |
| ---------------------- | --- | -------------- | ------------------------------------ | --------------------------- | ------------------------------ | --------------------------------- | -------------------------------------------------- | ------------------------------------------------- |
| European Currency Unit | XEU | 00 1,000 000   | Union européenne (*)                 | 1er janvier 1999            | 1er janvier 2002               | 31 décembre 1998                  | sans objet                                         | sans objet                                        |
| Mark allemand          | DEM | 00 1,955 830   | Allemagne                            | 1er janvier 1999            | 1er janvier 2002               | 31 décembre 2001                  | indéfiniment                                       | indéfiniment                                      |
| Schilling autrichien   | ATS | 00 013,760 300 | Autriche                             | 1er janvier 1999            | 1er janvier 2002               | 28 février 2002                   | indéfiniment                                       | indéfiniment                                      |
| Franc belge            | BEF | 00 040,339 900 | Belgique                             | 1er janvier 1999            | 1er janvier 2002               | 28 février 2002                   | 31 décembre 2004                                   | indéfiniment                                      |
| Peseta espagnole       | ESP | 00 166,386 000 | Espagne Andorre                      | 1er janvier 1999            | 1er janvier 2002               | 28 février 2002                   | 30 juin 2021                                       | 30 juin 2021                                      |
| Mark finlandais        | FIM | 00 5,945 730   | Finlande Îles Åland                  | 1er janvier 1999            | 1er janvier 2002               | 28 février 2002                   | 29 février 2012                                    | 29 février 2012                                   |
| Franc français         | FRF | 00 6,559 570   | France Monaco Andorre                | 1er janvier 1999            | 1er janvier 2002               | 17 février 2002                   | 17 février 2005                                    | 17 février 2012                                   |
| Livre irlandaise       | IEP | 00 0,787 564   | Irlande                              | 1er janvier 1999            | 1er janvier 2002               | 8 février 2002                    | indéfiniment                                       | indéfiniment                                      |
| Lire italienne         | ITL | 01 936,270 000 | Italie Saint-Marin Vatican           | 1er janvier 1999            | 1er janvier 2002               | 28 février 2002                   | 6 décembre 2011                                    | 6 décembre 2011                                   |
| Franc luxembourgeois   | LUF | 00 040,339 900 | Luxembourg                           | 1er janvier 1999            | 1er janvier 2002               | 28 février 2002                   | 31 décembre 2004                                   | indéfiniment                                      |
| Florin néerlandais     | NLG | 00 2,203 710   | Pays-Bas                             | 1er janvier 1999            | 1er janvier 2002               | 27 janvier 2002                   | 31 décembre 2006                                   | 1er janvier 2032                                  |
| Escudo portugais       | PTE | 00 200,482 000 | Portugal                             | 1er janvier 1999            | 1er janvier 2002               | 28 février 2002                   | 31 décembre 2002                                   | 28 février 2022                                   |
| Franc andorran         | ADF | 00 6,559 570   | Andorre                              | 1er janvier 1999            | 1er janvier 2002               | 31 décembre 1998                  | sans objet                                         | sans objet                                        |
| Peseta andorrane       | ADP | 00 166,386 000 | Andorre                              | 1er janvier 1999            | 1er janvier 2002               | 31 décembre 1998                  | sans objet                                         | sans objet                                        |
| Franc monégasque       | MCF | 00 6,559 570   | Monaco France                        | 1er janvier 1999            | 1er janvier 2002               | 17 février 2002                   | 17 février 2005                                    | sans objet                                        |
| Lire saint-marinaise   | SML | 01 936,270 000 | Saint-Marin Italie                   | 1er janvier 1999            | 1er janvier 2002               | 28 février 2002                   | 29 février 2012                                    | sans objet                                        |
| Lire vaticane          | VAL | 01 936,270 000 | Vatican Italie                       | 1er janvier 1999            | 1er janvier 2002               | 28 février 2002                   | 29 février 2012                                    | sans objet                                        |
| Drachme grecque        | GRD | 00 340,750 000 | Grèce                                | 1er janvier 2001            | 1er janvier 2002               | 28 février 2002                   | 29 février 2004                                    | 29 février 2012                                   |
| Tolar slovène          | SIT | 00 239,640 000 | Slovénie                             | 1er janvier 2007            | 1er janvier 2007               | 14 janvier 2007                   | 31 décembre 2016                                   | indéfiniment                                      |
| Livre chypriote        | CYP | 00 0,585 274   | Chypre Akrotiri et Dhekelia          | 1er janvier 2008            | 1er janvier 2008               | 31 janvier 2008                   | 31 décembre 2009                                   | 31 décembre 2017                                  |
| Lire maltaise          | MTL | 00 0,429 300   | Malte                                | 1er janvier 2008            | 1er janvier 2008               | 31 janvier 2008                   | 31 janvier 2010                                    | 31 janvier 2018                                   |
| Couronne slovaque      | SKK | 00 030,126 000 | Slovaquie                            | 1er janvier 2009            | 1er janvier 2009               | 17 janvier 2009                   | 31 décembre 2013                                   | indéfiniment                                      |
| Couronne estonienne    | EEK | 00 015,646 600 | Estonie                              | 1er janvier 2011            | 1er janvier 2011               | 15 janvier 2011                   | indéfiniment                                       | indéfiniment                                      |
| Lats letton            | LVL | 00 0,702 804   | Lettonie                             | 1er janvier 2014            | 1er janvier 2014               | 14 janvier 2014                   | indéfiniment                                       | indéfiniment                                      |
| Litas lituanienne      | LTL | 00 3,45280     | Lituanie                             | 1er janvier 2015            | 1er janvier 2015               | 1er janvier 2015                  | indéfiniment                                       | indéfiniment                                      |
| Kuna croate            | HRK | 00 07,53450 00 | Croatie                              | 1er janvier 2023            | 1er janvier 2023               | 14 janvier 2023                   | 31 décembre 2025                                   | indéfiniment                                      |

Notes :
1. ↑  En plus de l'Espagne métropolitaine, l'euro est utilisé dans :

la Communauté autonome des Canaries, région ultrapériphérique de l'Union européenne ;
les villes autonomes de Ceuta et Melilla.
2. ↑  En plus de la France métropolitaine, l'euro est utilisé dans :

les départements d'outre-mer de Guadeloupe, de Guyane, de Martinique, de Mayotte et de La Réunion, régions ultrapériphériques de l'Union européenne ;
la collectivité d'outre-mer de Saint-Martin, région ultrapériphérique de l'Union européenne ;
les collectivités et territoires d'outre-mer de Saint-Pierre-et-Miquelon, Saint-Barthélemy, Clipperton et des TAAF qui ne font pas partie de l'Union européenne.
3. ↑  L'euro n'est utilisé que dans les provinces européennes des Pays-Bas.
4. ↑  L'euro est également utilisé dans les deux régions autonomes des Açores et de Madère, régions ultrapériphériques de l'Union européenne.
5. 1 2  Andorre utilise un taux central de change, subissant des variations à l'achat ou à la vente, mais pas un taux de conversion unique et irrévocable. Ce taux central peut varier légèrement sur le marché des changes, mais le cours est stabilisé autour de cette valeur avec des écarts très faibles ; l'absence de taux de conversion unique signifie que l'opération de change reste soumise à des frais de transaction, qui expliquent les faibles variations, compensées en permanence par l'intervention des banques centrales.
6. ↑  L'euro n'est pas utilisé dans la république turque de Chypre du nord, non reconnue internationalement, où circule la livre turque (TRY).

### Taux de change officiel des devises liées
| Dénomination          | ISO | Valeur         | Fluctuation                       | Pays d'émission (*) ou d'utilisation                                                                             | Début de liaison avec l'euro | Politique monétaire |
| --------------------- | --- | -------------- | --------------------------------- | --- | ---------------------------- | --- |
| Couronne danoise      | DKK | 00 7,460 380   | ± 02,25 %                         | Danemark | 1er janvier 1999             | MCE II depuis le 1er janvier 1999. |
| Dirham marocain       | MAD | 00 011,173 200 | non définie                       | Maroc | 1er janvier 1999             | Politique unilatérale, taux de fluctuation non défini officiellement. |
| Escudo cap-verdien    | CVE | 00 110,265 000 | taux fixe                         | Cap-Vert | 1er janvier 1999             | Accord avec le Portugal, était liée à l'escudo portugais (55 CVE pour 100 PTE). |
| Euro WIR              | CHE | 00 1,000 000   | taux fixe                         | Suisse | 1er juillet 2003             | Monnaie privée non fiduciaire, unité de compte négociable uniquement en Suisse sur des marchés d'échange de services de gré à gré, liée à l'euro à un taux non officiel. |
| Forint hongrois       | HUF | 00 282,360 000 | ± 15,00 %                         | Hongrie | 4 mai 2001                   | Du 4 mai 2001 au 4 juin 2003, l'euro était centré à 276,100 HUF. |
| Franc CFA de la BCEAO | XOF | 00 655,957 000 | taux fixe                         | Pays membres de l'UEMOA : Bénin Burkina Faso Côte d'Ivoire Guinée-Bissau Mali Niger Sénégal Togo                 | 1er janvier 1999             | Accord avec la France, était liée au franc français (100 XOF pour 1 FRF). |
| Franc CFA de la BEAC  | XAF | 00 655,957 000 | taux fixe                         | Pays membres de la CEMAC : Cameroun République du Congo Gabon Guinée équatoriale République centrafricaine Tchad | 1er janvier 1999             | Accord avec la France, était liée au franc français (100 XAF pour 1 FRF). |
| Franc CFP             | XPF | 00 119,331 74… | taux fixe                         | Collectivités françaises : Nouvelle-Calédonie Polynésie française Wallis-et-Futuna                               | 1er janvier 1999             | Accord avec la France, était liée au franc français (100 XPF pour 5,50 FRF) Note : le taux officiel de conversion exact est inversé : 1 000 XPF = 8,38 EUR = 54,969 196 6 FRF (c'est pratiquement l'ancien taux légèrement ajusté de près de 0,056 %, selon la valeur fixe de l'euro en francs français, afin de faciliter les conversions de comptes vers l'euro). |
| Franc comorien        | KMF | 00 491,968 000 | taux fixe                         | Comores | 1er janvier 1999             | Accord avec la France, était liée au franc français (75 KMF pour 1 FRF). |
| Franc suisse          | CHF | 00 1,23300     | non fixe (taux au 6 juin 2013)    | Suisse Liechtenstein                                                                                             | 1er juillet 2003             | Union monétaire suisse, taux variable. |
| Franc WIR             | CHW | 00 1,23300     | non fixe (parité au franc suisse) | Suisse | 1er juillet 2003             | Monnaie privée non fiduciaire, unité de compte négociable uniquement en Suisse sur des marchés d'échange de services de gré à gré, liée à parité au franc suisse à un taux non officiel. |
| Lev bulgare           | BGN | 00 1,955 830   | taux fixe                         | Bulgarie | 1er janvier 1999             | Unilatéral en préparation du MCE II, était liée au mark allemand (1 BGN pour 1 DEM). |
| Marka bosnienne       | BAM | 00 1,955 830   | taux fixe                         | Bosnie-Herzégovine                                                                                               | 1er janvier 1999             | Unilatéral, était liée au mark allemand (1 BAM pour 1 DEM). |
| Dobra santoméenne     | STD | 00 24,500      | taux fixe                         | Sao Tomé-et-Principe                                                                                             | 1er janvier 2010             | |

Notes :
1. 1 2 3 4 5 6 7 8  Le taux fixe de conversion en euros peut être changé à tout moment par un accord entre les pays concernés.

### Valeur par rapport au dollar

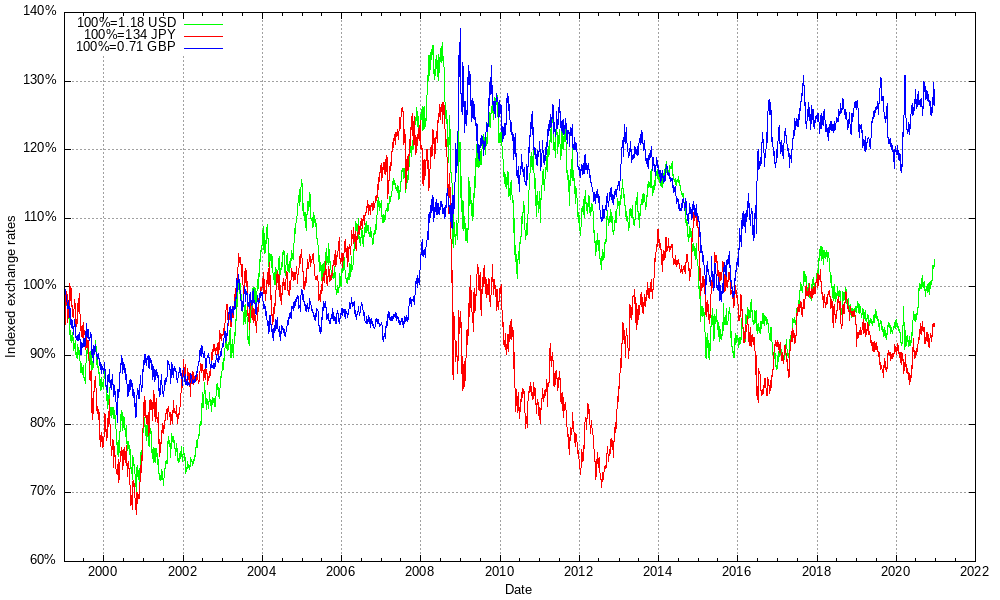
Variation du taux de change de l'euro contre le dollar US, le yen et la livre sterling. Le taux est calibré à 1 au 1 janvier 1999.
janvier 1999 : 1 € = 1,18 $ / août 2007 : 1 € = 1,37 $
janvier 1999 : 1 € = 133 ¥ / août 2007 : 1 € = 162 ¥
janvier 1999 : 1 € = 0,71 £ / août 2007 : 1 € = 0,67 £

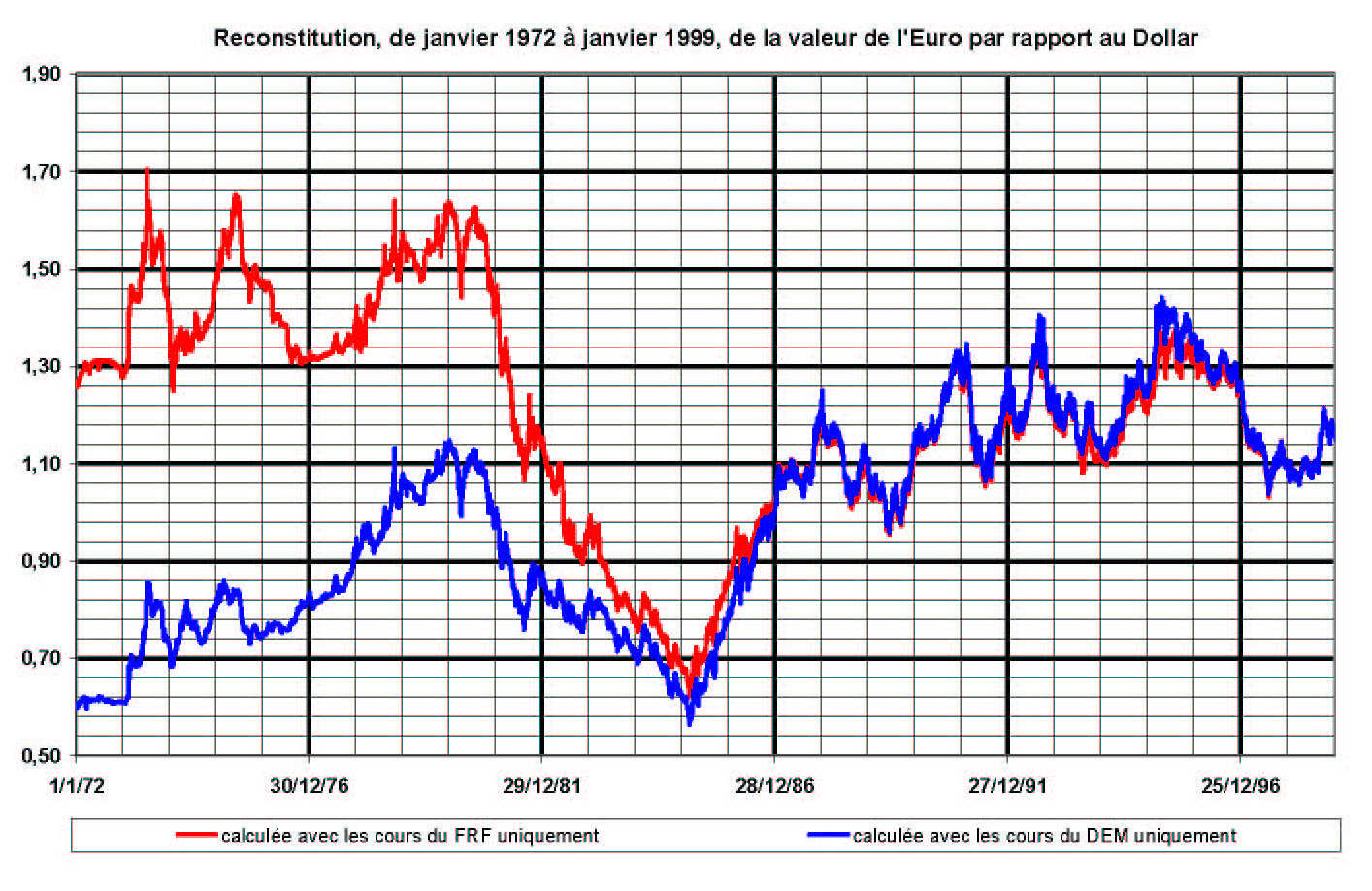
Reconstitution du taux de change euro-dollar de janvier 1972 à janvier 1999 à partir des taux de change du franc français ou du Deutschemark.

Euro-USD : taux de change du dollar à partir de 1999.

L'ECU, qui était un panier, contenait des monnaies comme la livre sterling, qui n'ont pas été intégrées dans l'euro. Les deux devises européennes ne coïncident donc que brièvement, pendant les heures de fermeture des marchés entre la fin de 1998 et le début de 1999 et, si l'ECU existait encore, il aurait maintenant une valeur tout autre que celle de l'euro.
Afin de reconstituer la valeur qu'aurait eue l'euro par rapport au dollar américain avant sa cristallisation du 31 décembre 1998, il convient d'utiliser les taux de change face au dollar d'une monnaie nationale, et de lui appliquer son taux de conversion en euro. Par exemple, 6,559 57 sera divisé par la valeur du dollar en francs français. Le résultat du calcul figure sur le graphique ci-contre pour le franc français (en rouge) et le deutschemark (en bleu) pour toute la période qui va de l'introduction du régime des changes flottants par Richard Nixon à celle de l'euro.
Pendant les dix années précédant son introduction, l'euro aurait ainsi eu une valeur moyenne de l'ordre de 1,182 5 dollar US, calculée avec le franc français, et 1,20 dollar, calculée avec le deutschemark.
En 1999, le cours d'introduction de l'euro était de 1,1789 dollar pour un euro. On peut ensuite distinguer plusieurs périodes :
- 1999-2001 : les débuts hésitants (baisse de l'euro par rapport au dollar) ;
- 2002-mi-2008 : la remontée de l'euro ;
- mi-2008-mi-2015 : l'euro dans la crise (forte volatilité et baisse de l'euro) ;
- mi-2015-2020 : stabilisation autour de 1,1-1,2 (proche du cours d'introduction).

Le marché des changes le plus actif de l'euro est celui comparé au dollar US ; la parité euro/dollar est l'instrument financier le plus traité dans le monde, c'est un indicateur phare, suivi quotidiennement par tous les milieux économiques et financiers.
| Année | 1999    | 2000    | 2001    | 2002    | 2003    | 2004    | 2005    | 2006    | 2007    | 2008    | 2009    | 2010    | 2011    | 2012    | 2013    | 2014    | 2015    | 2016    |
| ----- | ------- | ------- | ------- | ------- | ------- | ------- | ------- | ------- | ------- | ------- | ------- | ------- | ------- | ------- | ------- | ------- | ------- | ------- |
| Taux  | 1,065 8 | 0,923 6 | 0,895 6 | 0,945 6 | 1,131 2 | 1,243 9 | 1,244 1 | 1,255 6 | 1,370 5 | 1,470 8 | 1,394 8 | 1,325 7 | 1,329 0 | 1,284 8 | 1,328 1 | 1,328 5 | 1,109 5 | 1,106 9 |

| Taux de change actualisés pour l'euro | Taux de change actualisés pour l'euro |
| ------------------------------------- | ------------------------------------- |
| Source Google Finance:                | AUD CAD CHF GBP HKD JPY USD           |
| Source Yahoo! Finance:                | AUD CAD CHF GBP HKD JPY USD           |
| Source XE:                            | AUD CAD CHF GBP HKD JPY USD           |
| Source OANDA:                         | AUD CAD CHF GBP HKD JPY USD           |
| Source fxtop.com:                     | AUD CAD CHF GBP HKD JPY USD           |

## Débats économiques
Les conséquences économiques de l'euro font l'objet de débats au sein des économistes. La plupart des études soulignent l'effet de l'euro sur la convergence des taux d'intérêt et sur la chute de l'inflation, et montrent un effet positif de la monnaie unique sur l'intensification des échanges commerciaux. L'euro a, en effet, un rôle essentiel à jouer dans cette direction : à la fin des années 1990, 60 % des transactions commerciales des pays de la zone euro sont effectuées entre eux. Par conséquent, la nouvelle monnaie unique permet d'éviter les contraintes de change entre les devises nationales.
Des débats médiatiques ont été centrés sur l'inflation qui aurait été causée par le passage à l'euro. La Banque de France a toutefois montré que l'introduction de l'euro s'est produite simultanément à une hausse importante des prix de l'immobilier et des produits pétroliers. Par ailleurs, certains secteurs (hôtellerie, tabac par exemple) ont connu de fortes hausses de prix depuis l'introduction de l'euro. Face à la polémique, le ministre des Finances Thierry Breton a proposé, ultérieurement, un indice spécial lié au coût du panier d'achat au supermarché pour répondre aux critiques des associations de consommateurs. L'INSEE introduit un indicateur d'inflation personnalisé,.
Un débat sur les effets macroéconomiques de l'euro existe. Les économistes soulignent que l'euro a rendu la dévaluation impossible, conduisant les pays à devoir engager une dévaluation interne (baisse des salaires) ou des politiques d'investissements, ou encore des réformes structurelles.

### Euro et politique monétaire unique pour plusieurs pays
La politique monétaire menée ces dernières années[Lesquelles ?] (au moins jusqu'à la mise en place de l'assouplissement quantitatif) conduit à un « euro fort », ou qualifiée par ses détracteurs d'« euro cher ». À terme, selon le centre de recherche économique CEE Council, le maintien de l'orthodoxie financière, prôné par le gouvernement allemand et la BCE, et la politique de rigueur généralisée qui en découle, nécessiteront une révision du traité de Lisbonne, car ils pourraient avoir pour conséquence de réduire les prérogatives budgétaires et fiscales des États membres, au-delà des dispositions du traité dans sa forme actuelle.
Le CEPII soulignait en 2012 que, par construction, l'euro empêche les taux de change de s'ajuster pour compenser les déséquilibres des balances commerciales des pays membres. En l'absence de ce canal, l'ajustement doit se faire par des taux d'inflation différenciés entre pays, ce qui suppose des dévaluations internes (baisse des salaires) pour les pays les moins compétitifs, ou par une montée en gamme des produits. Paul Krugman souligne à ce propos que l'Allemagne bénéficie d'un Euro légèrement sous-évalué par rapport au Deutsch Mark (si celui-ci était toujours en circulation), contrairement aux autres pays d'Europe, en particulier du sud, qui ont une monnaie surévaluée. Cette analyse a été confirmée par une étude du FMI datant de 2017. Ce déséquilibre a sa part de responsabilité dans l'excédent commercial très élevé de l'Allemagne, qui est en partie responsable, selon nombre d’économistes, dont ceux du FMI, de l’anémie de la croissance européenne (cet excédent se fait au détriment des autres pays de la zone, certains économistes parlant à ce sujet de mercantilisme). De plus, l'épargne résultant de cet excédent s'investirait peu dans la zone euro et profiterait peu aux voisins de l'Allemagne. À ce sujet, Patrick Artus souligne que les excédents allemands servent essentiellement à financer le déficit américain.
Faute de pouvoir rééquilibrer leur compétitivité par la dévaluation, certains pays ont connu, selon une étude allemande du CEP (Centrum für europäische Politik), une moindre hausse de leur PIB. L'Euro a ainsi freiné leur croissance économique par rapport à la croissance qui aurait été la leur s'ils avaient gardé leur monnaie. Ainsi, chaque Français aurait perdu 56 000 euros sur la période 1999-2017 et les Italiens 73 000. L'Allemagne, les Pays-Bas et la Grèce auraient au contraire bénéficié de l'euro. Cette étude a été critiquée par le Groupe d'études géopolitiques (GEG), un groupe de réflexion de l'ENS Ulm. Selon le GEG, les chiffres de l'étude sont faux car elle est constituée « de grossières erreurs méthodologiques qui disqualifient la démarche du CEP et laissent planer le doute sur sa bonne foi ». Le GEG ajoute que « les auteurs ne semblent pas conscients des biais possibles de la méthode d’évaluation dite de contrôle synthétique et ne font rien qui puisse les éliminer ». Une étude publiée en décembre 2018 dans la European Economic Review et employant la même méthode statistique que le CEP trouve des résultats également sensiblement différents. Le quotidien allemand Die Welt a aussi livré une critique acerbe de l'étude du CEP, en France Le Point qualifie l'étude de « bidon » et Libération estime que la méthodologie employée est particulièrement « critiquable ».

### Perception des citoyens
Un sondage est effectué à la demande du German Marshall Fund, durant l'été 2010. À la question « L'usage de l'euro est-il une bonne chose pour l'économie ? », si une majorité de Néerlandais a répondu « oui », 53 % des Allemands et des Espagnols ont répondu « non », ainsi que 60 % des Français. Pourtant, à cette même date, un autre sondage indiquait que seuls 38 % des Français étaient en faveur d'un retour au franc.
En 2015, dans un sondage d'Eurobaromètre, 61 % des citoyens des pays de la zone euro ont répondu, à la question « En général, pensez-vous que l'euro est une bonne chose ou une mauvaise chose pour votre pays ? », que l'euro était une bonne chose pour leur pays, alors que 30 % ont dit que c'était une mauvaise chose ; le niveau de soutien le plus élevé enregistré par Eurobaromètre depuis qu'il a commencé à poser cette question en 2002, et une importante augmentation depuis le plus bas niveau de soutien (moins de 50 %) enregistré par ce sondage, en 2007. Les pays les moins favorables à l'euro étaient l'Italie et Chypre, les deux pays où moins de la majorité absolue s'est prononcée favorable à l'euro (en Italie, 49 % en faveur et 41 % contre ; à Chypre 50 % et 40 % respectivement) et la Lettonie (54 % en faveur, 29 % contre), tandis que les pays les plus favorables étaient le Luxembourg (79 % en faveur, 14 % contre), l'Irlande (75 % et 18 %) et l'Allemagne (70 % et 22 %).
En 2017, un sondage de l'Ifop indique que 72 % des Français sont en faveur d'un maintien dans la zone euro. Seuls 28 % se sont déclarés en faveur d'une sortie, dont une majorité est électrice du Front national.

### Zone monétaire optimale
Nombre d'économistes, pointent le fait que les pays de la zone euro ne constituaient pas, en 2002, une zone monétaire optimale, et qu'un défaut de convergence des politiques économiques, et l'absence d'outils de gestion commune (trésor, budget fédéral) ne les rapprochent pas de cette configuration. Les économistes Milton Friedman et Martin Feldstein ont également exprimé leur doute à ce sujet. L'absence de trésor et de budget fédéral entraîne l'absence de transferts (en particulier fiscaux) entre pays en excédent et pays en déficit, ce qui pose un problème qui peut menacer à terme la viabilité de la zone Euro. Conscients du problème, certains responsables européens, dont Emmanuel Macron, plaident pour une Europe budgétaire, tentant d'infléchir la position de l'Allemagne sur ce sujet. Ce problème est également souligné à la tête de la BCE par Christine Lagarde qui déplore le manque de solidarité dans la zone Euro sur le plan budgétaire.

### Monnaie de réserve
L'euro est la deuxième monnaie de réserve dans le monde, loin derrière le dollar américain ; cependant, petit à petit, l'euro commence à augmenter comme monnaie de réserve dans le monde, passant de 17,9 %, en 1999, à 27,3 %, en 2009.
Ceci corrobore les propos d'Alan Greenspan, ancien président de la banque centrale des États-Unis, selon lesquels « il est concevable que l'euro remplace le dollar comme monnaie de réserve ou devienne d'une importance égale ».
- Toutefois, en 2017, la part de l'euro est redescendue à 20 %, soit un niveau inférieur à la somme des monnaies Européennes avant l'introduction de l'Euro. Selon Iltzezki, Rogoff et Reinhart[78] cela est dû au fait qu'il n'existe pas d'actifs financiers dit "surs" libellés en Euro dans lequel les investisseurs étranger puissent investir. Par "surs", on entend "garantis par un État" ou une signature équivalente. Par ailleurs, la baisse de l'Euro dans les réserves de change durant les années 2010 s'expliquerait par la politique aventureuse de la BCE i.e. l'assouplissement quantitatif) qui interroge sur la stabilité et la viabilité de l'Euro sur le long terme.

| Devise                                                          | 1995   | 1996   | 1997   | 1998   | 1999   | 2000   | 2001   | 2002   | 2003   | 2004   | 2005   | 2006   | 2007   | 2008   | 2009   | 2021   |
| --------------------------------------------------------------- | ------ | ------ | ------ | ------ | ------ | ------ | ------ | ------ | ------ | ------ | ------ | ------ | ------ | ------ | ------ | ------ |
| Dollar américain (USD)                                          | 59,0 % | 62,1 % | 65,2 % | 69,3 % | 70,9 % | 70,5 % | 70,7 % | 66,5 % | 65,8 % | 65,9 % | 66,4 % | 65,7 % | 64,7 % | 63,6 % | 62,2 % | 59,5 % |
| Euro (EUR)                                                      |        |        |        |        | cela   | 18,8 % | 19,8 % | 24,2 % | 25,3 % | 24,9 % | 24,3 % | 25,2 % | 25,8 % | 26,4 % | 27,3 % | 20,6 % |
| Deutsche Mark (DEM)                                             | 15,8 % | 14,7 % | 14,5 % | 13,8 % |        |        |        |        |        |        |        |        |        |        |        |        |
| Franc français (FRF)                                            | 02,4 % | 01,8 % | 01,4 % | 01,6 % |        |        |        |        |        |        |        |        |        |        |        |        |
| Livre sterling (GBP)                                            | 02,1 % | 02,7 % | 02,6 % | 02,7 % | 02,9 % | 02,8 % | 02,7 % | 02,9 % | 02,6 % | 03,3 % | 03,6 % | 04,2 % | 04,6 % | 04,5 % | 04,3 % | 04,7 % |
| Yen (JPY)                                                       | 06,8 % | 06,7 % | 05,8 % | 06,2 % | 06,4 % | 06,3 % | 05,2 % | 04,5 % | 04,1 % | 03,9 % | 03,7 % | 03,2 % | 02,8 % | 03,3 % | 03,0 % | 05,9 % |
| Franc suisse (CHF)                                              | 00,3 % | 00,2 % | 00,4 % | 00,3 % | 00,2 % | 00,3 % | 00,3 % | 00,4 % | 00,2 % | 00,2 % | 00,1 % | 00,2 % | 00,2 % | 00,1 % | 00,1 % | 00,2 % |
| Autres                                                          | 13,6 % | 11,7 % | 10,2 % | 06,1 % | 01,6 % | 01,4 % | 01,2 % | 01,4 % | 01,9 % | 01,8 % | 01,9 % | 01,5 % | 02,4 % | 02,1 % | 03,1 % | 09,1 % |
| Sources : 1995-1999 FMI, 1999-2005 BCE, 2006-2009 FMI, 2021 FMI |        |        |        |        |        |        |        |        |        |        |        |        |        |        |        |        |

### Tourisme
Une étude menée en 2009 montre que l'introduction de l'euro a eu un effet positif sur le tourisme en Europe, entraînant une augmentation de 6,5 % du nombre de touristes au sein de la zone euro.

## Divers aspects techniques

### Documents électroniques et bases de données
L'euro est actuellement présent dans les documents électroniques et les bases de données de nombreux pays, non seulement de l'Union économique et monétaire, mais aussi de nombreux pays du monde. Il faut signaler que cette devise, comme toutes les autres, ne fait pas encore partie d'une norme internationale de métadonnées (voir Dublin Core), en raison de la variabilité des monnaies et des prix soumis aux lois d'évolution des marchés ; cependant, la norme ISO 4217 est abondamment utilisée dans les bases de données et les échanges informatiques, et attribue le code EUR à l'euro, norme à caractère quasi obligatoire pour les transferts interbancaires de devises et la tenue des comptes à la place des symboles monétaires souvent ambigus (même si l'euro a un symbole bien défini, la présence de devises dérivées non régulées par la BCE est source de nouvelles ambiguïtés).

### Orthographe et grammaire
Du fait d'alphabets différents les noms et divisions nationales de l'euro ne s'orthographient et ne se prononcent pas de la même façon dans tous les pays de la zone.
Du fait de la diversité des règles grammaticales au sein de la zone euro, le mot « euro » sur les pièces et billets est invariable et ne prend donc pas de « s ». Toutefois, dans la langue française, selon la règle, le pluriel se forme par l'ajout d'un « s » en fin de mot. L'Académie française s'est prononcée en ce sens dans une note publiée au Journal officiel du 2 décembre 1997.
En revanche, en France, le terme « cent », prêtant à confusion, n'est généralement pas utilisé ; on parle de « centime » ou, dans une forme plus rare et déconseillée, d'« eurocent » lorsque l'on voulait éviter la confusion avec les centimes de franc pendant la phase transitoire. Pour des raisons similaires, il est dit centimo en espagnol, centesimo en italien, lepton (pluriel lepta) en grec, alors que ce problème ne se pose pas en anglais, par exemple, langue dans laquelle il est adopté tel quel.
La liaison avec le mot antéposé et l'élision du « e » (des articles « de » et « le » ainsi que de la préposition « de ») suivent les règles habituelles du français : on prononce donc un(n)euro, dix(z)euros, vingt(t)euros, quatre-vingts(z)euros, cent(t)euros, etc., de même qu'on dit « l'euro » et « d'euro(s) ».

### Fabrication
En France, deux imprimeries fabriquent des billets de 5, 10 et 20 euros : l'imprimerie de la Banque de France, à Chamalières (Puy-de-Dôme) et l'imprimerie de François-Charles Oberthur Fiduciaire, à Chantepie (Ille-et-Vilaine). Ces billets sont destinés à remplacer ceux qui sont trop usés, en France et dans toute l'Europe.
Les autres coupures sont fabriquées dans d'autres pays européens puis envoyées en France selon une sorte de contrat d'échange établi par la BCE. En revanche, les pièces françaises en euro sont toutes frappées à Pessac (Gironde), par la direction des Monnaies et médailles.

### Euro numérique
L'euro existe déjà sous forme dématérialisée (réserves détenues par les banques auprès de l’Eurosystème, dépôts bancaires). L’« euro numérique » désigne donc l’instrument de paiement émis par la BCE, qu'elle pourrait choisir de mettre dans le futur à la disposition des résidents de la zone européenne. La Banque centrale européenne annonce en octobre 2020 réfléchir à la mise en place d'un « euro numérique ». Cet e-euro aurait vocation, selon la Banque de France, à coexister avec la monnaie fiduciaire et de la monnaie scripturale.
De son côté, la Banque de France lance en mai 2020 des expérimentations d'un euro numérique à usage interbancaire utilisant la technologie du registre distribué (Distributed ledger technology, DLT) via la technologie blockchain.